# Németh István (újságíró)
Németh István (Kishegyes, 1930. augusztus 18. – Újvidék, 2019. szeptember 30.) vajdasági magyar író, újságíró. 

## Életpályája
Németh István 1930 nyarán született Kishegyesen, Németh János és Kiss Julianna gyermekeként. 1943–44-ben a verbászi főgimnázium diákja volt. 1944–1946 között a kishegyesi és topolyai algimnáziumban tanult. 1946–1949 között majdnem elvégezte a Szabadkai Építészeti Technikumot. 1954–55-ben Kishegyesen tisztviselőként dolgozott. 1955-től 10 évig az Ifjúság Szava munkatársa volt. 1965–1989 között Újvidéken, a Magyar Szó riportere volt. 1989-ben nyugalomba vonult.

## Magánélete
1955-ben házasságot kötött Tóth Ibolyával (1936-2023). Két fiuk született: Zoltán (1956) és Gábor (1963). Unokái Zoltántól: Katalin (1983), Attila (1985-2006) és Andrea (2003). Gábornak egy fia született, Németh Stefán (2000).

## Művei
- Parasztkirályság (novellák, 1954)
- Egy ember ül az udvaron (elbeszélések, 1959)
- Lepkelánc (gyermeknovella, 1961)
- Hűtlen este (elbeszélések, 1964)
- Lepkelánc; 2. bőv. kiad.; Forum, Novi Sad, 1965
- Sebestyén (ifjúsági regény, 1972)
- Zsebtükör (riportok, 1973)
- Ki látta azt a kisfiút? (gyermeknovella, 1973)
- Vadalma (ifjúsági regény, 1976, 1984)
- Szomszédok vagyunk (riport, 1976)
- Hajnali utazás (gyermeknovella, 1978, 1979)
- Egy múzeum tárgyai. Barangolások. Riportok; Forum, Újvidék, 1979
- Kertmozi. Esti jegyzetek; Forum, Újvidék, 1980
- Szeptemberi emlék (válogatott novellák, 1981)
- Vörösbegy (gyermeknovellák, 1983)
- Arcok zsebtükörben. Hatvanhét történet; Forum, Újvidék, 1984
- Hegyomlás (elbeszélések, 1985)
- Díszudvar. Jegyzetek és vallomások; Forum, Újvidék, 1989
- Mogyorófavirág (válogatott novellák, 1990)
- Kánaáni történetek (önéletrajzok, vallomások, 1994)
- Jegykendő. Vasárnapi írások 1984–1994 (riportok, 1995)
- Házioltár. Szerelmes krónika; Forum, Újvidék, 1996
- Bühöm meg a Lotyogi. Húsz mai mese; Forum, Újvidék, 1996
- Ünnep Raguzában. Szíves hívogató, 1975–1989;  Forum, Újvidék, 1998
- Ima Tündérlakért (novella, 2000)
- Lélekvesztőn. Följegyzések az ezredvégről (2002)
- Hegyalja utca. 150 apró-cseprő + 1 avagy Egy önmagát vallató peremvidéki naplója; Forum, Újvidék, 2004
- Avar lelet. Válogatás Németh István munkáiból 75. születésnapjára; Gulipán Info Kft., Szeged, 2005
- Kékkő lovaknak. Tündérlaki képek; Forum, Újvidék, 2007
- Akik az időket szolgálták. Véges-végig a Krivaja völgyében; Forum, Újvidék, 2008
- Sebestyén. Regény; Forum Könyvkiadó, Újvidék, 2010
- Felhőnézők. Válogatott gyermeknovellák; Forum, Újvidék, 2012
- Fordulat után; Forum, Újvidék, 2013
- Jusztika. Válogatott novellák; vál. Mák Ferenc; Forum, Újvidék, 2017

## Díjai
- Híd-díj (1972, 1985, 1996)
- Neven-díj (1974, 1976)
- Szirmai Károly-díj (1976, 2000)
- Szenteleky Kornél-díj (1986)
- Üzenet-díj (1989)
- Pro Literatura díj (2002)
- Életfa-díj (2006)
- Aranytoll (2007)
- Kishegyes Októberi Díja
- Mlado polenje-díj
- Svetozar Marković-díj
- Magyar Szó plakett
- A Testvériség-Egység Ezüstkoszorús Érdemrendje